# Емине
Нос Емине е скален нос на черноморското крайбрежие на България. Намира се на 79 км южно от Варна, 54 км северно от Бургас и 14 км южно от Обзор. Носът представлява източния край на Старопланинската верига и условно разделя българското Черноморие на Северно и Южно.
Нос Емине е защитена територия от категорията „природна забележителност“. Обявен е за такава през 1976 година.
На Емине завършва Европейският пешеходен маршрут Е-З, българската част от който е маршрутът „Ком - Емине“. Северно от носа се намира защитената местност Иракли.
Емине представлява почти отвесна 60-метрова скала, заобиколена от стотици подводни и стърчащи над водата скали, пръснати навътре в морето на повече от 250 метра. Точно затова брегът тук е изключително опасен за корабоплаване и моряците го заобикалят отдалеч. На носа действа морски фар.
В района на нос Емине има останки от средновековен манастир и от крепостта Емона. Названието ѝ произлиза от древногръцкото име на Стара планина – Аемон. Същото име носи и близкото село Емона.

## Легенда
Някога пазач на фара бил стар моряк, който живеел тук с единствената си и много красива дъщеря. Тя расла на воля – плувала, карала лодка, ловяла риба. Суровото море я направило силна и смела. Веднъж в страшна буря тя спасила давещ се моряк корабокрушенец. Морякът се влюбил в девойката. На раздяла обещал да се върне, но забравил дадената дума. От сутрин до вечер, застанала на носа, девойката чакала своя любим. Накрая, обезумяла от отчаяние, се хвърлила в морето и вълните станали пурпурночервени.

## Други
На Емине е наречена улица в квартал „Хиподрума“ в София (Карта).